# Musikjahr 1427
Liste der Musikjahre

◄◄ | ◄ | 1423 | 1424 | 1425 | 1426 | Musikjahr 1427 | 1428 | 1429 | 1430 | 1431

Weitere Ereignisse
Dieser Artikel behandelt das Musikjahr 1427.

## Ereignisse

### Heiliges Römisches Reich

#### Freie Reichsstadt Nürnberg
- Der Nagelschmied und Meistersinger Fritz Zorn aus Nürnberg wird 1427 und 1433 zusammen mit mehreren Geschwistern erstmals urkundlich erwähnt. Er wird zu den Begründern des Nürnberger Meistergesangs gezählt.[1]

#### Freie Reichsstadt Worms
- 14. September: In Worms stirbt der Talmudist und Posek Jakob ben Moses haLevi Molin, genannt MaHaRil. Er ist bekannt durch die Kodifizierung der religiösen Bräuche und musikalischen Traditionen der Aschkenasim, die er im Sefer Minhagim (Buch der Bräuche) zusammenfasste. Er wird im Rabbinental des Heiligen Sandes in Worms beerdigt.[2][3]

Gefürstete Grafschaft Tirol
- Der Dichter, Komponist und Diplomat Oswald von Wolkenstein wird 1427 aufgrund von Erbstreitigkeiten ein zweites Mal eingesperrt.[4]

#### Hochstift Cambrai
- Für die Kathedrale von Cambrai ist 1427/28 ein „Messieur Bertoul grand vicaire“ bezeugt. Es könnte sich um den nordfranzösischen Sänger und Komponisten Franchoys Lebertoul handeln.[5][6]
- In Cambrai, das im späten 12. und 13. Jahrhundert ein Zentrum der Trouvère-Musik war, finden 1366, 1427, 1428, 1435, 1436 und 1437 jährliche Minnesängerschulen statt.[7]

#### Kurfürstentum Sachsen
- 06. Januar: Nicolaus Gerstmann erwirbt den Grad eines Magister artium an der Universität Leipzig. Im Rahmen der septem artes liberales und auf der Grundlage der Musica speculativa des Johannes de Muris wird der spätere Hochschullehrer und Rektor der Universität Leipzig auch Musikvorlesungen halten.[8]

### Herzogtum Burgund
- Nach den Angaben eines gewissen Guillaume Benoit ist Gilles Binchois am burgundischen Hof Philipps des Guten im Jahr 1427 schon ein Begriff. Weil aber die Gehaltslisten von 1419 bis 1436 fehlen, ist nicht genau bekannt, ab welchem Jahr er tatsächlich der burgundischen Hofkapelle beitritt, um ihr bis 1452 aktiv anzugehören.[9]

#### Grafschaft Flandern
- Jacobus Coutreman ist von 1417 bis 1422 und von 1427 bis 1432 an der Sint-Donaaskathedraal in Brügge als Sänger, Succentor, Organist and Schreiber tätig.[10][11]

### Italienische Staaten

#### Ferrara
- Bartholomeo da Bologna ist von 1405 bis 1427 Organist an der Kathedrale von Ferrara sowie Prior des Klosters S. Nicolò in Ferrara.[12][13]

#### Kirchenstaat
- Guillaume Dufay steht spätestens ab Frühjahr 1427 und bis März 1428 in den Diensten von Louis Aleman in Bologna. Letzterer ist 1424 zum päpstlichen Legaten ernannt worden und 1426 zum Kardinal. Es ist offen, ob Dufay hier mehr musikalische oder mehr administrative Aufgaben hatte. Etwa Ende 1427/Anfang 1428 wird er in Bologna zum Priester geweiht. Zu den Kompositionen, die in dieser Zeit entstehen, gehört das Lied Mon chier amy, qu’aves vous empensé zu drei Stimmen, das Dufay möglicherweise als Beileidslied für Carlo Malatesta da Rimini zum Tod seines Bruders Pandolfo am 3. Oktober 1427 geschrieben hat. Höchstwahrscheinlich entsteht in dieser Zeit (1427 oder 1428) auch Dufays bisher bedeutendste Messe, die Missa Sancti Jacobi für die Kirche San Giacomo Maggiore in Bologna. In dieser Messe taucht erstmals bei ihm ein Fauxbourdon auf.[14][15][16]
- Der franko-flämische Komponist, Sänger, Kleriker und Musikpädagoge Nicholas Grenon ist in Rom von 1425 bis 1427 unter Papst Martin V. (Regierungszeit 1417–1430) Meister der Chorknaben in der päpstlichen Kapelle.[17][18]
- Der italienische Komponist und Musiktheoretiker Ugolino de Orvieto ist 1427 Bischofsvikar in Rom.[19]

#### Republik Florenz
- Der Notar, Richter, Organist und Komponist Piero Mazzuoli ist seit dem Tod seines Vaters am 13. Mai 1426 Organist der Kathedrale Santa Maria del Fiore in Florenz. Von 1427 bis 1430 ist er außerdem Organist der Bruderschaft von Orsanmichele.[20]

#### Republik Siena
- Der italienische Komponist und Musiktheoretiker Paolo da Firenze ist bereits vor 1417 Rektor in Orbetello bei Florenz. Sein Aufenthalt dort ist von Februar 1420 bis Januar 1427 belegt.[21]

#### Republik Venedig
- Der Komponist Georgius a Brugis wirkt von 1427 bis 1431 in Treviso.[22] Er ist Sänger an der Kathedrale.[23]

### Königreich England
- Guillaume de Benoit ist zwischen 1423 und 1427 Mitglied der Kapelle des Duke of Suffolk.[24][25]
- Der englische Komponist John Dunstable ist vermutlich ab 1427 canonicus und musicus in Diensten des Herzogs von Bedford, der nach dem Tod seines Bruders, König Heinrichs V., von 1422 bis 1435 Regent von Frankreich ist. Gleichzeitig dürfte er von 1427 bis 1436 auch im Dienste der Königin Johanna von Navarra gestanden haben.[26]
- Der Komponist Richard Smert wird 1427 zum Priester geweiht und ist von 1427 bis 1430 sowie von 1449 bis 1478 Chorvikar an der Kathedrale von Exeter.[27][28]

### Krone von Aragonien
- 06. Januar: Der spanische Instrumentalist Rodrigo de la Guitarra und sein Diener Diego werden als Lauten- und Gitarrenspieler letztmalig in einem aragonesischen Dokument genannt.[29]

## Kompositionen und Schriften
- Gilles Binchois[9]
  - Kyrie ‘angelorum’
  - Kyrie [cunctipotens]
  - Magnificat sexti toni ad omnes versus
  - Da pacem Domine
  - Ut queant laxis
  - Adieu ma dulce
  - Mort en merchy
  - Beata mater
- Guillaume Dufay[16]
  - Mon chier amy, qu’aves vous empensé zu drei Stimmen, 1427 (Beileidslied, möglicherweise für Carlo Malatesta da Rimini zum Tod seines Bruders Pandolfo am 3. Oktober 1427)
  - Veni Sancte Spiritus, 1427
  - Missa Sancti Jacobi, 1427 oder 1428 (für die Kirche San Giacomo Maggiore in Bologna)

## Instrumentenbau
- In der Kirche Saint-Jacques-la-Boucherie in Paris wird 1427 eine Orgel installiert. Bereits 1332 hat Notre-Dame de Paris seine erste Orgel erworben, um 1350 die Kirche St. Séverin.[30]
- Hanns Franck baut im Jahr 1427 in Nürnberg die erste deutsche Trompete und Posaune.[31]

## Gestorben

### Todesdatum gesichert
- 14. September: Jakob ben Moses haLevi Molin, Talmudist und Posek, bekannt durch die Kodifizierung der rituellen Gebräuche der Aschkenasim (* um 1375)